# Português (tabaco)
Português é uma marca de cigarros portuguesa, produzida e comercializada pela Tabaqueira a partir de 1929, e pertencente ao grupo Philip Morris International, desde 1997.
Chamava-se originalmente Português Suave, tendo mudado de nome para respeitar as leis antitabaco que proíbem a comercialização de cigarros em marcas com nomes enganosos como "suave", "lights" ou "mild".
Segundo notícia do Jornal Público a 18 de Novembro de 2011, os produtos "Português vermelho" e "Português azul" vão ser descontinuados.